# Close combat uniform
Close combat uniform (CCU; lub combat uniform - CU) – prototypowe umundurowanie polowe US Army. Testowane w latach 2003–2004. W oparciu o CCU zaprojektowano mundur ACU.

## Historia
W początkach XXI wieku armia amerykańska uznała mundury BDU za już nieco przestarzałe. Rozpoczęto więc poszukiwania nowego typu umundurowania. Mundur miał zostać zaprojektowany tak, aby "współpracował" z osłonami balistycznymi, oporządzeniem modułowym oraz współczesnym wyposażeniem indywidualnym. Pierwsze projekty ukazały się w maju 2002 roku. Prototypy nosiły miano "umundurowania koncepcyjnego" (ang. concept uniform).
Pierwszy wariant późniejszego munduru CCU został wyprodukowany w styczniu 2003 roku i był oceniany przez zespół testowy z brygady Stryker w National Training Center. W wyniku uwag i komentarzy użytkowników wyprodukowano drugi model, który był oceniany przez inny zespół żołnierzy brygady Stryker – tym razem w Joint Training and Readiness Center. W trzecim etapie testów oraz dalszego rozwijania projektu, „umundurowanie koncepcyjne” ostatecznie przechrzczono na Close Combat Uniform (w skrócie CCU) i oddano do testowania w pododdziałach regularnych.
Mundury CCU w kamuflażu 3 Color Desert Pattern testowane były przez dwie brygady Stryker, wysłane do Iraku w ramach operacji Iracka Wolność.

## Budowa
Mundur CCU (CU) produkowano z tkaniny NYCO w splocie rip-stop.

### Bluza
Bluza mundurowa posiada z przodu dwustronny zamek błyskawiczny zakrywany listwą zapinaną na rzepy. Zamiast klasycznego kołnierza zastosowano stójkę zapinaną patką z rzepem. Mankiety można było płynnie regulować za pomocą zapięcia na rzepy. Bluza posiada dwie szerokie kieszenie na klatce piersiowej (zapinane na rzepy, dostęp umieszczony był z boku, co ułatwiało korzystanie z kieszeni) oraz dwie kieszenie naszyte na rękawach (umieszczono je skośnie by ułatwić sięganie do nich). Klapy tych kieszeni zapinane są na dwa plastykowe napy (w drugiej serii zastąpiono je rzepami). Na lewym rękawie umieszczono dodatkową kieszonkę do przenoszenia długopisów itp. (nie posiadała patki zamykającej). Bluza na łokciach posiada specjalne kieszenie na amortyzujące wkłady piankowe (rozwiązanie nie przyjęło się - żołnierze woleli używać standardowych „twardych” nałokietników oraz nakolanników).
Wszelkie naszywki, odznaki, specjalności oraz oznaki stopnia noszono zgodnie z regulaminem, z tą różnicą, że dominowało umieszczanie ich na rzepach (w przeciwieństwie do BDU, gdzie wszystko było na stałe przyszywane). Ponadto kieszenie naramienne posiadały rzepy na znaczniki IFF "swój-obcy".

### Spodnie
Spodnie mają klasyczny krój. W pasie wszyto taśmę do regulacji, rozporek zapinany jest na guziki. Posiadają one sześć kieszeni - dwie klasyczne, dwie kieszenie boczne (cargo) oraz dwie małe kieszonki umieszczone na podudziach (rozmiar tych kieszonek umożliwia noszenie w nich np. jednego magazynka do M16 lub opatrunku osobistego). Zrezygnowano z kieszeni umieszczonych z tyłu. Kieszenie boczne mają skośne klapy (ułatwia to korzystanie z nich podczas siedzenia np. w pojeździe) zapinane na rzepy oraz dodatkowo można je zamknąć elastycznym ściągaczem z plastykowym regulatorem. Podobnie jak w bluzie, na kolanach znajdują się wzmocnienia, umożliwiające włożenie ochraniaczy piankowych. Nogawki ściągane są u dołu nylonowymi taśmami.

## Kamuflaże
Umundurowanie CCU (oraz jego prototypy) wykonywane było trzech kamuflażach: Woodland, 3 Color Desert Pattern, Urban Tracks i Scorpion Pattern (opracowany we współpracą z Crye Precision Industries). Kamuflaże Urban Tracks i Scorpion Pattern testowano wraz z umundurowaniem CCU, jednak nie przyjęto ich do użytku.